# Portland, Maine
Portland je najveći grad američke savezne države Maine s brojem stanovnika od 64,249 prema popisu iz 2000. godine, a ujedno je i sjedište okruga Cumberland. Portland je lučki grad, što se može vidjeti i iz njegovog imena koje u doslovnom prijevodu s engleskog jezika znači "lučka zemlja", a smješten je u jugozapadnom dijelu Mainea, pedesetak kilometara od granice sa saveznom državom New Hampshire, na rijeci Fore i u blizini Atlantskog oceana. 
Ovaj grad poznat je kao utočište brojnih turista koji posjećuju saveznu državu Maine, uglavnom zbog svog živahnog gradskog centra (u SAD-u uobičajeno zvanog Downtown) i stare luke (Old Port), koja se nalazi uzduž rijeke Fore. Svjetionik Portland Head Light u blizini Cape Elizabetha, gradića s desetak tisuća stanovnika, je popularna turistička atrakcija i najfotografiraniji svjetionik na svijetu, te je često spominjan kao simbol gradske luke i okolnih općina.
Geslo grada je "Resurgam" (latinski: "ponovno ću ustati"), a na njegovom se grbu nalazi feniks koji ustaje iz pepela. Od poznatih osoba u Portlandu je rođen pisac Stephen King.
Lokalna zračna luka Portland International Jetport je 11. rujna 2001. stekla negativnu svjetsku slavu, jer je bila polazište terorista Mohammeda Atte i Abdulaziza al-Omarija, odgovornih za napade na tornjeve World Trade Centera u New Yorku.
Zgrada Franklin Towers na uglu ulice Franklin i avenije Cumberland je najviša građevina u državi Maine.

## Vanjske poveznice
- Službene internet stranice grada Portlanda
- Službene internet stranice svjetionika Portland Head Light